# Владение Виннебург-Байльштайн
Владение Виннебург-Байльштайн (нем. Herrschaft Winneburg und Beilstein) — существовавшее с 1488 по 1801 г. государство в составе Священной Римской империи в Мозельской долине.

## История
Построенный в нач. XIV в. замок Виннебург близ Кохема на Мозеле принадлежал дворянской семья Виннебург, которые в 1362 г. унаследовали владение угасшей линастии Браунсхорн вместе с замком Байльштайн. Владение было временно заложено курфюршествам Пфальц и Трир, и было получено назад в качестве феодального владения. В 1488 г. разразилась Байльштайнская война, в ходе которой Куно III фон Виннебург-Байльштайн и курфюрст Пфальца Филипп боролись с курфюрстом Трира Иоганном II. Лишь в 1503 г. Куно смог вернуть себе владение.
С вымиранием Виннебургов в 1637 г. владение досталась курфюршеству Трир, которое в 1652 г. передало его семье баронов Меттернихов. В то время в состав владения входило 17 деревень. В 1679 г. бароны Меттерниха из линии Виннебург-Байльштайн были возведены в статус имперских графов. До 1780 г. они владели большей частью Dreiherrische auf dem Hunsrück как совместным владением с курфюршеством Трир и графством Спонхайм, после раздела Меттернихам достался бейливик Триммиг.
Виннебург-Байльштайн относился к Нижнерейнско-Вестфальскому имперрскому округу, а его владельцы — к Нижнерейнско-Вестфальской имперской коллегии графов.
Было оккупировано Францией в ходе войны первой коалиции, перейдя к ней в 1801 г. по Люневильскому миру вместе с левым берегом Рейна. В ходе германской медиатизации Меттернихи получили компенсацию в виде швабского аббатства Оксенхаузен. В 1815 г. решением Венского конгресса территория перешла к Рейнской провинции Пруссии. Последним лордом стал Клеменс фон Меттерних.